# زیگلکوو
زیگلکوو (به آلمانی: Siggelkow) یک شهر در آلمان است که در لودویگسلوست-پارشیم واقع شده‌است. زیگلکوو ۱٬۰۱۹ نفر جمعیت دارد.